# Пиксаев, Николай Михайлович
Никола́й Миха́йлович Пикса́ев (13 октября 1937, Ивановка, Саратовская область — 15 сентября 2005, Йошкар-Ола) — советский и российский юрист, руководитель прокуратуры. Первый заместитель прокурора Марийской АССР (1983—1990), прокурор Республики Марий Эл (1990—2000), государственный советник юстиции 3 класса, генерал-майор (1992), генерал-лейтенант (1996). Заслуженный юрист РСФСР (1982). Почётный работник прокуратуры России.

## Биография
Родился в семье механизатора. В 1954 году после окончания средней школы поступил в Саратовский юридический институт имени Д. И. Курского, который окончил в 1958 году.
В 1959 году направлен в Марийскую АССР, до 1963 года — стажёр прокуратуры Волжского района МАССР. С 1963 по 1967 годы — помощник прокурора Волжского района, с 1967 по 1971 годы — вновь следователь Волжской прокуратуры.
С 1971 года — прокурор следственного отдела прокуратуры Марийской АССР, с сентября 1971 по апрель 1974 года — старший помощник прокурора МАССР по делам несовершеннолетних. В 1974 году выдвинут на должность прокурора вновь образованного Ленинского района г. Йошкар-Олы. В 1983 году назначен на должность первого заместителя прокурора МАССР.
26 декабря 1990 года приказом и. о. Генерального прокурора СССР Н. М. Пиксаев был назначен прокурором Марийской АССР (Марийской ССР — Республики Марий Эл). Прокурором Марий Эл был до 2000 года: государственный советник юстиции 3 класса, генерал-майор (1992), генерал-лейтенант (1996). 13 сентября 2000 года ушёл в отставку.
Скончался 15 сентября 2005 года в Йошкар-Оле.

## Общественно-политическая деятельность
- С 1994 года был заместителем Председателя Совета при Президенте Республики Марий Эл по координации правоохранительной деятельности[3].
- Был избран народным депутатом Марийской ССР от Речного избирательного округа № 28 г. Йошкар-Олы[4].
- Участник принятия Конституции Марийской ССР — Республики Марий Эл (23 июня 1995 года)[4].

## Память

Памятник заслуженному юристу РСФСР, первому прокурору Республики Марий Эл Николаю Михайловичу Пиксаеву (г. Йошкар-Ола)

- Памятник заслуженному юристу РСФСР, первому прокурору Республики Марий Эл Николаю Михайловичу Пиксаеву (г. Йошкар-Ола)2 октября 2020 года на улице Кремлёвской в Йошкар-Оле был торжественно открыт памятник первому прокурору Республики Марий Эл Н. М. Пиксаеву. Автор — скульптор В. М. Карпеев. Инициатором увековечивания его памяти стал прокурор Марий Эл С. Беляков. На церемонии открытия присутствовали коллеги Н. М. Пиксаева, ветераны прокуратуры, судейского корпуса и правоохранительных органов, его ученики — представители Следственного управления Следственного комитета России по Республике Марий Эл, мэр Йошкар-Олы Е. Маслов[1].
- Ежегодно в августе на озёрах Марий Эл проходят соревнования на Кубок по спортивному рыболовству памяти прокурора республики Н. М. Пиксаева[5].

## Звания и награды
- Заслуженный юрист РСФСР (1982)
- Нагрудный знак «Почётный работник прокуратуры Российской Федерации»[1]
- Медаль «За доблестный труд. В ознаменование 100-летия со дня рождения Владимира Ильича Ленина»[1]
- Медаль «Ветеран труда»[1]
- Почётная грамота ЦК профсоюза работников Госучреждений и Генерального Прокурора СССР[1]
- Почётная грамота Республики Марий Эл (2000)